# Rosa pinnatifolia
Rosa pinnatifolia är en rosväxtart som beskrevs av N.V. Mironova. Rosa pinnatifolia ingår i släktet rosor, och familjen rosväxter. Inga underarter finns listade i Catalogue of Life.